# باب کین
باب کِین (به انگلیسی: Bob Kane) (متولد با نام رابرت کان (به انگلیسی: Robert Kahn)) یک نویسنده و طراح کتاب کامیک اهل آمریکا بود که به همراه بیل فینگر، ابرقهرمان مشهور دی‌سی کامیکس به نام بتمن را ساخت.

## زندگی
باب کین در نیویورک سیتی متولد شد، والدین او اوگوستا (Augusta) و هِرمان (Herman) کان، از یهودیان اشکنازی بودند. ویل آیزنر طراح و نویسندهٔ مشهور کامیک، دوست دوران دبیرستان و همکار او بود. باب پس از فارغ‌التحصیل شدن از دبیرستانی در نیویورک سیتی نام خود را به‌طور قانونی از رابرت کان به باب کین تغییر داد. او در کالج کوپر یونی‌یِن (به انگلیسی: Cooper Union) هنر آموخت و بعد از آن در سال ۱۹۳۴ به استودیو فلیشر که متعلق به مکس فلیشر و برادرش دیو فلیشر بود به عنوان انیماتور کارآموز پیوست.

## مرگ
او در نوامبر سال ۱۹۹۸، در سن ۸۳ سالگی به مرگ طبیعی فوت کرد و در قبرستان فارست لاون در لس آنجلس به خاک سپرده شد.

## طراحی شخصیت
- بتمن
- جیمز گوردون (۱۹۳۹)
- رابین (۱۹۴۰)
- هوگو استرنج (۱۹۴۰)
- زن گربه‌ای (۱۹۴۰)
- جوکر (۱۹۴۰)
- پنگوئن (۱۹۴۱)
- مترسک (۱۹۴۱)
- دوچهره (۱۹۴۲)
- آلفرد پنی‌ورث (۱۹۴۳)
- مد هتر (۱۹۴۸)
- مستر فریز (۱۹۵۹)